# Lijst van heren en markiezen van Bergen op Zoom
Dit is een lijst van heren en markiezen van Bergen op Zoom.

## Heren
- 1290-1309: Gerard van Wesemale
- 1309-1313: Arnoud van Wesemale
- 1313-????: Mathilde van Wesemale x Albrecht van Voorne
- ????-1349: Johanna van Voorne x Jan van Valkenburg
- 1351-1353: Mathilde van Wesemale
- 1351-1371: Hendrik I van Boutersem x Maria van Merksem, dochter van Gerard van Wesemale
- 1371-1419: Hendrik II van Boutersem
- 1419: Hendrik III van Boutersem
- 1419-1427: Jan I van Glymes x Johanna van Boutersem
- 1427-1494: Jan II van Glymes "metten Lippen"
- 1494-1532: Jan III van Glymes (tot 1494 met zijn vader)
- 1532-1533: Anton van Glymes

## Markiezen
- 1533-1541: Anton van Glymes
- 1541-1550: Jacqueline van Croÿ (weduwe van Anton, regentes voor haar zoon Jan)
- 1550-1567: Jan IV van Glymes van Bergen
- 1567-1577: Spaans bewind
- 1577-1580: Maria Margaretha van Merode, nicht van Jan IV, x Jan van Wittem
- 1581-1584: Willem I van Oranje
- 1584-1588: Maurits van Oranje
- 1588-1613: Maria Mencia van Wittem x Herman van den Bergh
- 1613-1633: Maria Elisabeth I Clara van den Bergh x Albert van den Bergh
- 1635-1671: Maria Elisabeth II van den Bergh x Eitel Frederik V van Hohenzollern-Hechingen
- 1641-1650: Albert van den Bergh (rivaal)
- 1672-1678: Willem III van Oranje
- 1678-1688: Henriëtte Francisca van Hohenzollern-Hechingen (ingehuldigd 1681) x Frederik Maurits II de La Tour d'Auvergne
- 1688-1697: Willem III van Oranje
- 1697-1698: Henriëtte Francisca van Hohenzollern-Hechingen x Frederik Maurits II de La Tour d'Auvergne
- 1698-1710: Frans Egon de La Tour d'Auvergne
- 1722-1728: Maria Henriëtte de La Tour d'Auvergne x Johan Christiaan van Palts-Sulzbach
- 1728-1799: Karel Theodoor van Palts-Sulzbach